# Adhemarius marginata
Adhemarius marginata är en fjärilsart som beskrevs av Butler 1875. Adhemarius marginata ingår i släktet Adhemarius och familjen svärmare. Inga underarter finns listade i Catalogue of Life.